# Eduard Teodorovics Kozinkevics
Eduard Teodorovics Kozinkevics (ukránul: Едвард Теодорович Козинкевич, oroszul: Эдуард Теодорович Козинкевич; Lvov, 1949. május 23. – Lviv, 1994. november 16.) ukrán származású szovjet válogatott labdarúgó.

## Pályafutása

### Klubcsapatban
Pályafutását szülővárosa csapatában az SZKA Lvovban kezdte 1967-ben. Két évvel később a Sahtar Doneck együtteséhez igazolt, ahol 1970 és 1971 között játszott, majd visszatért Lvovba. 1972 és 1974 között ismét az SZKA játékosa volt. 1975-ben egy kis időre a Gyinamo Moszkvában is játszott, de 1976-ban ismét az SZKA játékosa lett, ahol az 1978-as visszavonulásáig még két szezont játszott.  

### A válogatottban
1972-ben hat alkalommal szerepelt a szovjet válogatottban és egy gólt szerzett. Részt vett az 1972-es Európa-bajnokságon, ahol ezüstérmet szerzett.

## Sikerei, díjai
Szovjetunió
- Európa-bajnoki ezüstérmes (1): 1972